# Adeonellopsis multiporosa
Adeonellopsis multiporosa är en mossdjursart som beskrevs av Aristegui 1985. Adeonellopsis multiporosa ingår i släktet Adeonellopsis och familjen Adeonidae. Inga underarter finns listade i Catalogue of Life.